# 祖鲁木台站
祖鲁木台站，位于 新疆维吾尔自治区吐鲁番市托克逊县，是南疆铁路（鱼焉铁路）上的火车站，建于1979年，由乌鲁木齐铁路局管辖。